# E61
La ruta europea E61 és una carretera que forma part de la Xarxa de carreteres europees. Comença a Villach (Àustria) i finalitza a Rijeka (Croàcia). Té una longitud aproximada de 270 km i una orientació de nord a sud. La carretera passa per Àustria, Eslovènia, Itàlia i Croàcia.

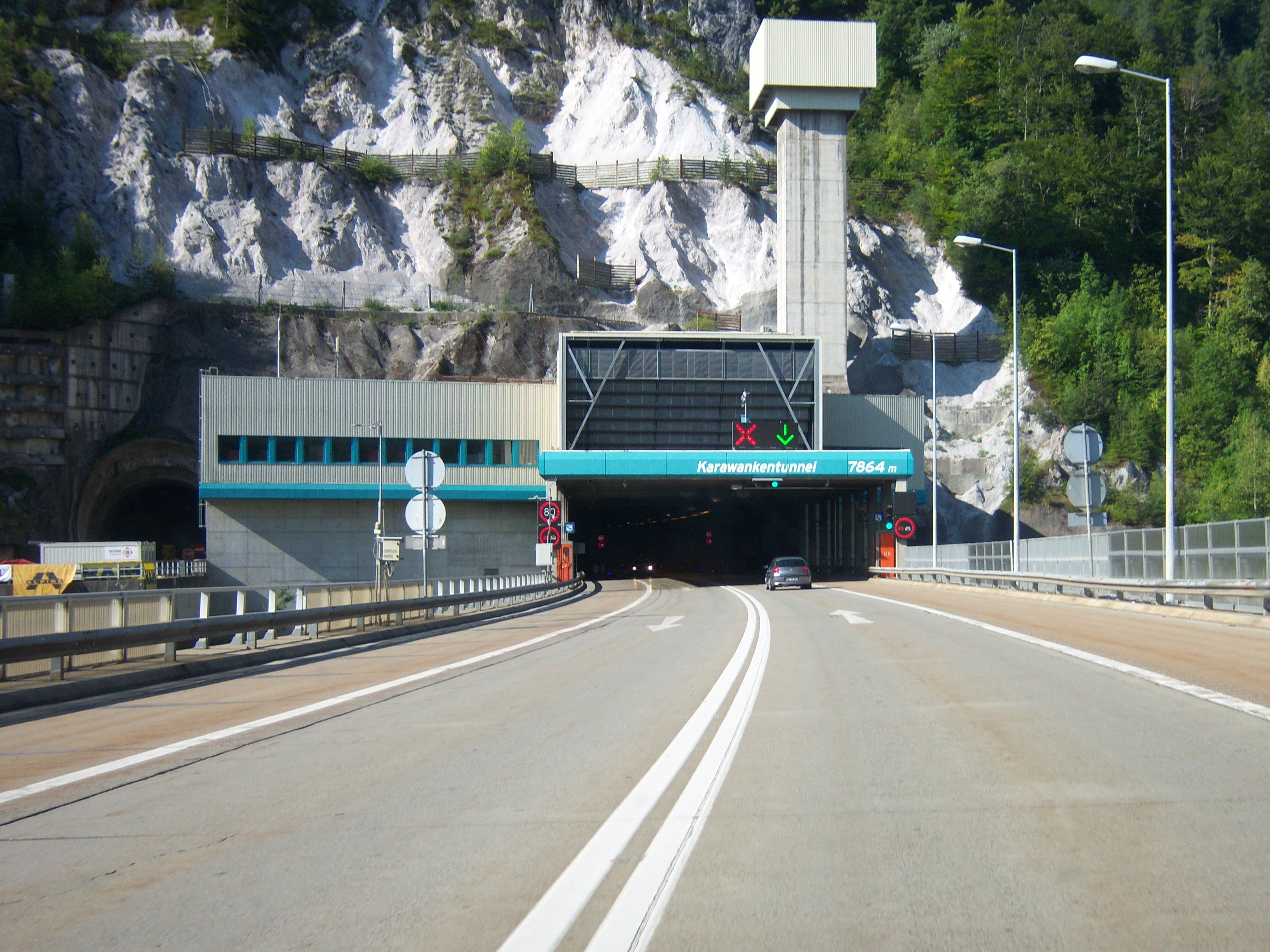
La ruta E61 pel túnel de Karawanken entre Àustria i Eslovènia.